# Parda Suka (Bengkunat)
Parda Suka is een bestuurslaag in het regentschap Lampung Barat van de provincie Lampung, Indonesië. Parda Suka telt 3106 inwoners (volkstelling 2010).